# Alfabeto
(André Mycho)
 L'alfabeto o trascrizione fonetica è un sistema di scrittura i cui segni grafici (i grafemi) rappresentano singolarmente i suoni delle lingue (foni e fonemi). Nei sistemi di scrittura alfabetici, generalmente un grafema rappresenta un fonema, ma spesso uno stesso grafema può rappresentare più fonemi o, viceversa, uno stesso fonema può essere rappresentato da più grafemi. Un alfabeto propriamente deve contenere anche le vocali, altrimenti si preferisce indicarlo col nome abjad.

Una A, la prima lettera dell'alfabeto latino.

La parola "alfabeto" deriva dall'unione dei nomi delle prime due lettere dell'alfabeto greco, alfa (la prima vocale) e beta (la prima consonante) (simboli greci: α e β). I sistemi alfabetici sono tra i sistemi di scrittura più diffusi al mondo e, data la caratteristica di possedere un numero limitato di segni, sono anche sfruttati per la trascrizione fonetica: inoltre la quasi totalità degli alfabeti del mondo usa i grafi della scrittura latina, a volte assegnando loro valori fonetici diversi da un sistema all'altro e a volte modificandoli aggiungendo o togliendo tratti grafici.

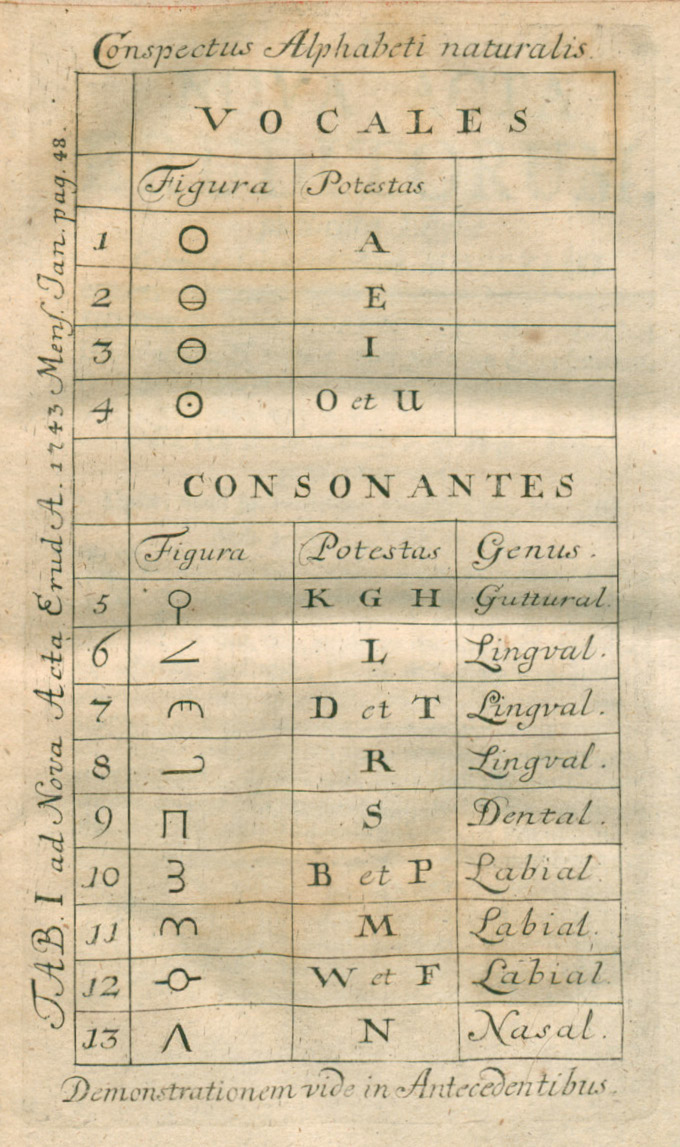
Tavola raffigurante parte dell'alfabeto latino tratta dagli Acta Eruditorum del 1743

Alcuni studiosi sostengono che l'alfabeto sia il vertice della scrittura e chi legge «ragiona diversamente».

## Alfabeti, abugida e abjad
Genericamente per alfabeto, si intende un sistema di scrittura segmentale a livello fonemico che ha glifi separati per suoni individuali. I grafemisti distinguono invece tre tipi diversi di scrittura segmentale: alfabeto, abjad e abugida. Questi tre differiscono l'uno dall'altro nella maniera in cui sono trattate le vocali: 
- gli abjad hanno le lettere per le consonanti e lasciano le vocali inespresse;
- gli abugida sono anch'essi basati sulle consonanti, ma indicano le vocali con segni diacritici o con modificazioni grafiche sistematiche alle consonanti;
- gli alfabeti rappresentano le consonanti e le vocali come lettere indipendenti.

Il più antico alfabeto conosciuto in senso ampio è la scrittura Wadi el-Hol, che si crede sia un abjad. Questo, attraverso il suo successore il fenicio, è l'antenato dei moderni alfabeti, tra cui l'arabo, il greco, il latino (attraverso gli antichi alfabeti italici), il cirillico (attraverso l'alfabeto greco) e l'ebraico (attraverso l'aramaico).
Gli Abjad dei giorni nostri sono le scritture araba e ebraica; alfabeti veri invece comprendono il latino, il cirillico e l'hangŭl coreano; e gli abugida sono usate per scrivere il tigrino, l'amarico, l'hindi e l'alfabeto thai.
I sillabici aborigeni canadesi sono anche abugida piuttosto che un sillabario come il suo nome farebbe pensare, giacché ogni glifo sta per una consonante che è modificata dalla rotazione per rappresentare la vocale seguente. In un vero sillabario, ogni combinazione vocale-consonante sarebbe rappresentata da un glifo separato.
Questi tre tipi possono essere incrementate con i glifi sillabici. L'ugaritico, per esempio, è di base un abjad, ma ha lettere sillabiche per /ʔa, ʔi, ʔu/. Il cirillico è di base un alfabeto vero, ma ha lettere sillabiche per /ja, je, ju/ (я, е, ю); il copto ha una lettera per /ti/. L'alfabeto devanagari è tipicamente un abugida incrementato con lettere dedicate per le vocali iniziali, sebbene alcune tradizioni usano अ come una consonante zero come base grafica per quelle vocali.
I confini tra i tre tipi di scritture segmentali non sono sempre ben delineati. Per esempio il curdo sorani è scritto con l'alfabeto arabo, che di norma è un abjad. Sebbene, nel curdo, scrivere le vocali sia obbligatorio, e sono usate lettere complete, così la scrittura è un alfabeto in senso stretto. Altre lingue possono usare un abjad semitico con vocali obbligatorie diacritiche, facendo effettivamente di loro un abugida. D'altro canto, la scrittura Phagspa dell'impero Moghul fu basata strettamente sull'abugida tibetano ma tutti i segni vocalici sono scritti dopo la consonante che le precede piuttosto che come segni diacritici. Ancora più estremo è l'alfabeto Pahlavi, che è un abjad che diventa logografico.

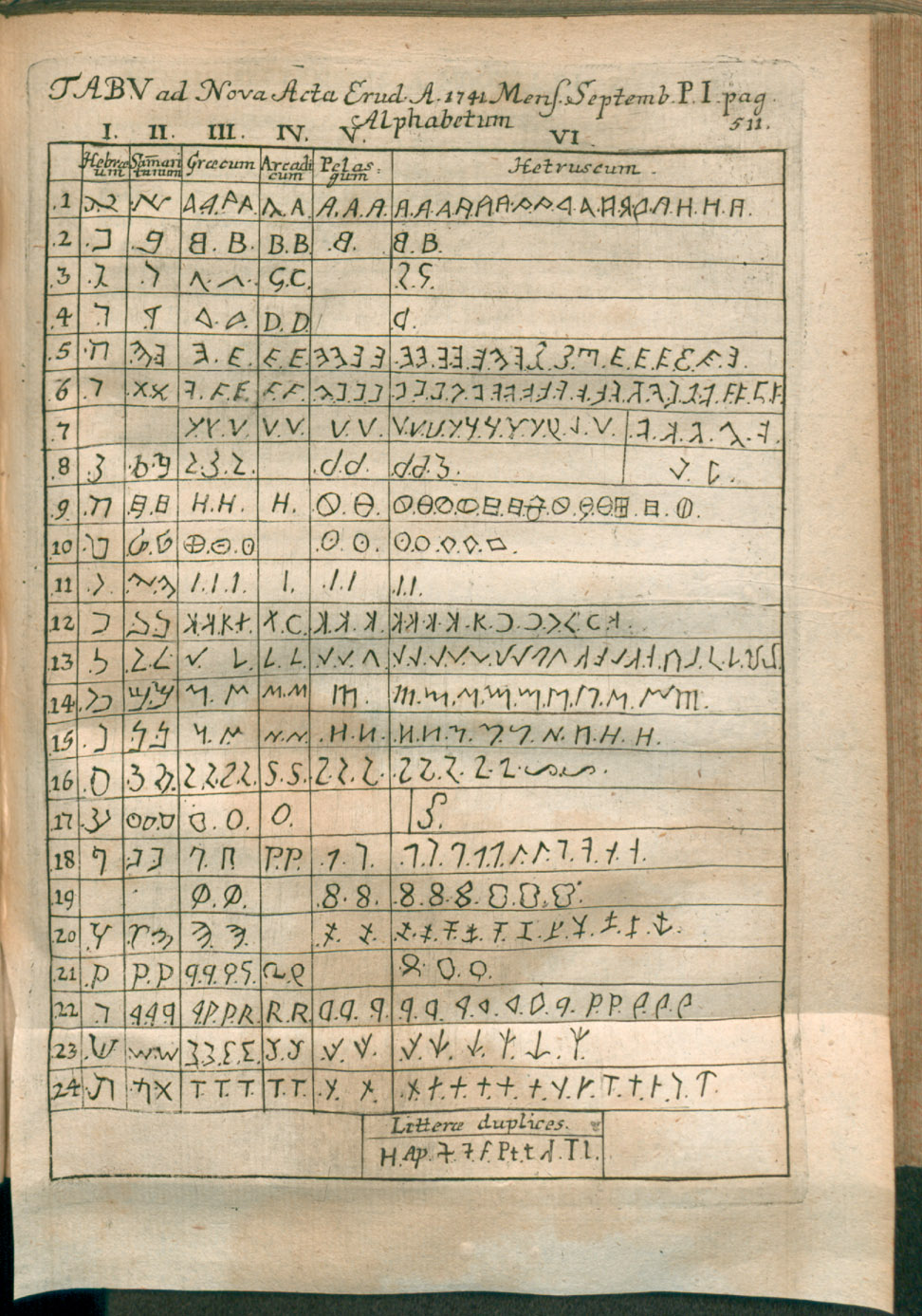
Tavola di raffronto di alfabeti tratta dagli Acta Eruditorum del 1741

## Gli alfabeti nelle lingue tonali
Questa prima classificazione degli alfabeti riflette la condizione di come essi trattano le vocali. Per le lingue tonali c'è un'ulteriore classificazione basata su come trattano il tono, sebbene non esista un nome per distinguere i differenti tipi. Alcuni alfabeti ignorano il tono del tutto, in particolare quelli che non portano alcun significato funzionale forte, come nel somalo e altre lingue africane e delle Americhe. Alcune scritture trattano i toni come gli abjad trattano le vocali. La maggior parte dei toni è indicata con segni diacritici, alla stessa maniera con cui sono trattate le vocali negli abugida. Questo è il caso del vietnamita, un alfabeto vero, e del Tailandese (abugida). In tailandese, il tono è determinato prima di tutto dalla scelta della consonante, con l'uso di diacritici per la disambiguazione.
Nella scrittura Pollard, un abugida, le vocali sono indicate da diacritici, ma il posizionamento del relativo diacritico alla consonante è modificato per indicare il tono. Più raro, è il caso in cui una scrittura abbia lettere separate per indicare i toni, come nel hmong e nello Zhuang. Per la maggior parte di queste scritture, indipendentemente dal fatto che si usino lettere o segni diacritici, il tono più comune non è contrassegnato, proprio come la vocale più comune non è contrassegnata negli abugida indoari, nello Zhuyin non solo è uno dei toni non segnati, ma vi è un diacritico per indicare la mancanza di tono, come il virama indiano.

## Le origini dell'alfabeto
Gli alfabeti spesso vengono associati con un ordine standard delle loro lettere, che può essere usato per scopi di confronto, vale a dire per l'elencazione di parole e altri oggetti in quello che viene chiamato ordine alfabetico. L'ordine di base dell'alfabeto latino (A B C D E F G H I J K L M N O P Q R S T U V W X Y Z), che è derivato dall'ordine del Abgad semitico nord-occidentale, è ben consolidato, sebbene le lingue che usano questo alfabeto abbiano diverse convenzioni per il trattamento delle lettere modificate (come nel francese é, à, e ô) e di certe combinazioni di lettere (multigrafi).
Ad esempio, in Francia, le lettere accentate non sono considerate lettere aggiuntive per quanto concerne l'ordinamento e il confronto. Nell'islandese invece, le lettere accentate e con segni diacritici come á, í, e ö sono considerate lettere distinte. In spagnolo la ñ è considerata una lettera separata, ma le vocali accentate come á ed é invece non lo sono. La ll e la ch sono considerate lettere singole, ma nel 1994 la Real Academia Española cambiò l'ordine cosicché la "ll" figurasse nel dizionario tra "lk" e "lm", e "ch" tra "cg" e "ci"; nel 2010 l'associazione delle accademie di lingua spagnola cambiò ulteriormente definizione, non considerandole più lettere.
Nei dizionari inglesi, la sezione lessicale con l'iniziale th- trova posto tra te- e ti-.
In Germania, le parole che iniziano con "sch" (che rappresenta il fonema tedesco /ʃ/) dovrebbero essere intercalate tra parole con l'iniziale "sca" e "sci" (tutti prestiti linguistici), invece di questo cluster grafico appare dopo la lettera "s", come se fosse una singola lettera, una scelta analoga a quanto avviene in un dizionario di albanese con dh-, ë-, gj-, ll-, rr-, th-, xh- e zh- (tutti rappresentano fonemi e sono considerate lettere singole separate) che seguono rispettivamente le lettere d, e, g, l, n, r, t, x e z.
Le parole tedesche con l'umlaut sono ordinate come se non l'avessero, a differenza del turco con i grafemi ö e ü, e dove una parola come "Tüfek" viene dopo "Tuz", nel dizionario. Un'eccezione si trova negli elenchi telefonici tedeschi dove le lettere con l'umlaut sono ordinate diversamente, considerando le vocali con dieresi come fossero seguite da "e" (es. ä = ae).
Gli alfabeti danese e norvegese terminano con "æ", "ø", "å", considerate lettere distinte, come anche l'islandese, lo svedese e il finlandese, che convenzionalmente collocano le parole che iniziano con "å", "ä" e "ö" alla fine.
La famiglia delle scritture Brahmi usate in India usano un unico ordine basato sulla fonologia. Le lettere sono arrangiate secondo come e dove sono prodotte nel cavo orale. Questa organizzazione è usata anche nel Sud-est asiatico, in Tibet nell'hangŭl coreano, e anche nei sillabari kana giapponesi.

## Gli alfabeti oggi

### Alfabeti africani
- Alfabeto ge'ez
- Alfabeto N'Ko
- Tifinagh

### Alfabeti asiatici
- Alfabeto arabo
- Alfabeto avestico
- Alfabeto ebraico
- Alfabeto fenicio
- Alfabeto gujarati
- Alfabeto khmer
- Alfabeto laotiano
- Alfabeto mandaico
- Alfabeto mongolo latino
- Alfabeto persiano-arabo
- Alfabeto tamil
- Alfabeto thai
- Alfabeto tibetano
- Alfabeto ugaritico
- Brahmi
- Devanagari
- Hangeul
- Hiragana
- Jawi
- Katakana
- Thaana
- Zhuyin

### Alfabeti europei
- Alfabeto armeno
- Alfabeto cirillico
- Alfabeto georgiano
- Alfabeto greco
- Alfabeto latino

### Alfabeti americani
- Rongo rongo

### Alfabeti speciali
- Alfabeto fonetico internazionale
- Alfabeto fonetico NATO
- Alfabeto manuale
- Alfabeto marittimo
- Alfabeto Morse
- Braille
- Nova Help-Alfabeto

### Alfabeti artificiali
- Alfabeto Mandaloriano
- Aurebesh
- Belter Creole - Belta
- Cirth
- Sarati
- Tengwar